# Bad Münstereifel

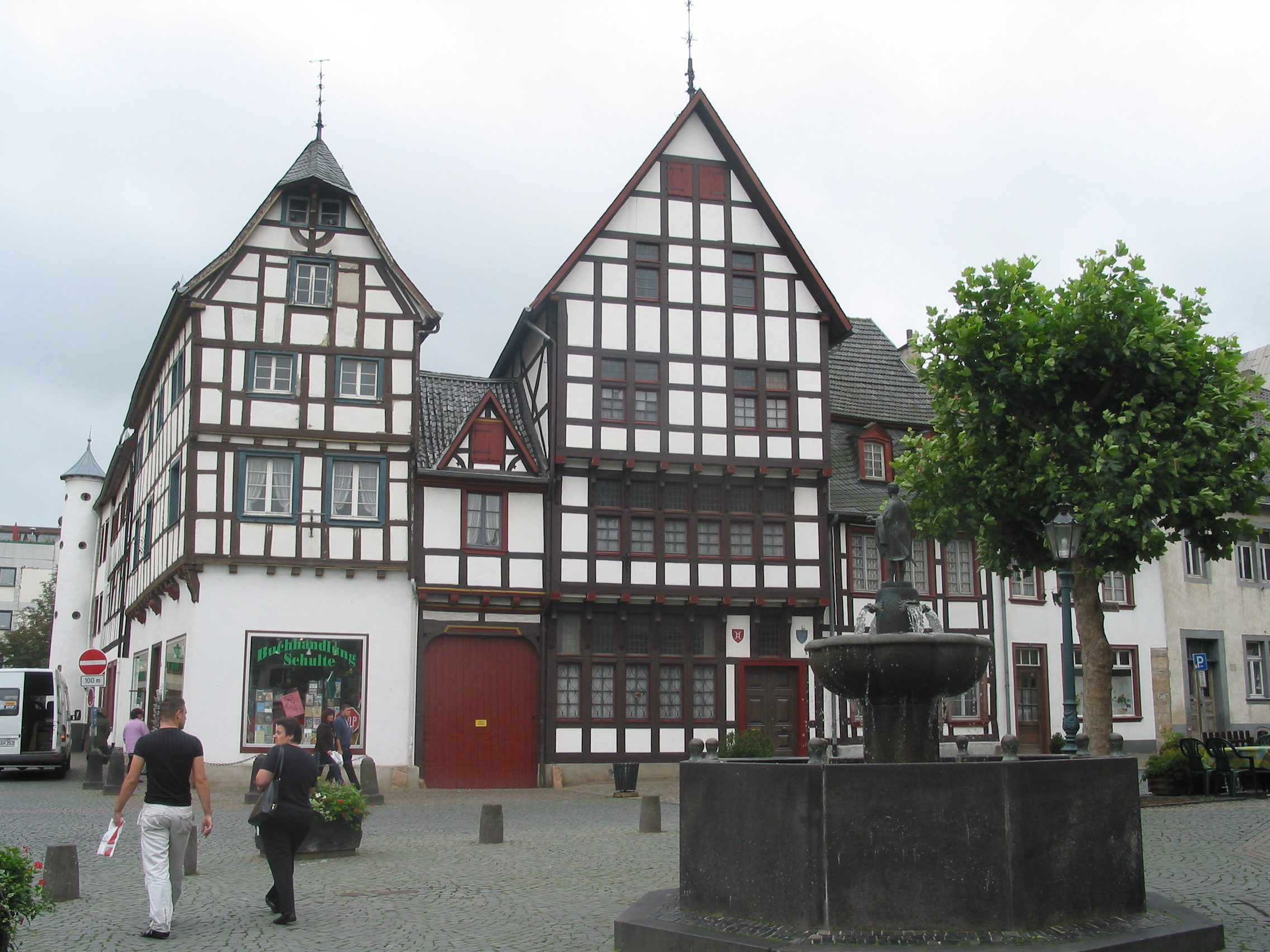

Bad Münstereifel este un oraș pe valea râului Erft în districtul Euskirchen, landul Nordrhein-Westfalen, Germania. Zidurile cetății medievale a orașului au fost aproape complet restaurate. În zona centrală a orașului trăiesc aproape 6.000 de locuitori, iar în regiune care cuprinde 51 de localități trăiesc cca. 13.000 de locuitori.
Bad Münstereifel este un loc de odihnă și agrement pentru locuitorii orașelor mari din apropiere, Köln, Bonn, Düsseldorf și regiunea Ruhr.

Din anul 1974 Bad Münstereifel este recunoscut ca o „localitate balneară”. „Academia Kurt Schumacher” (academie politică a partidului SPD) are sediul în oraș.

## Istoric

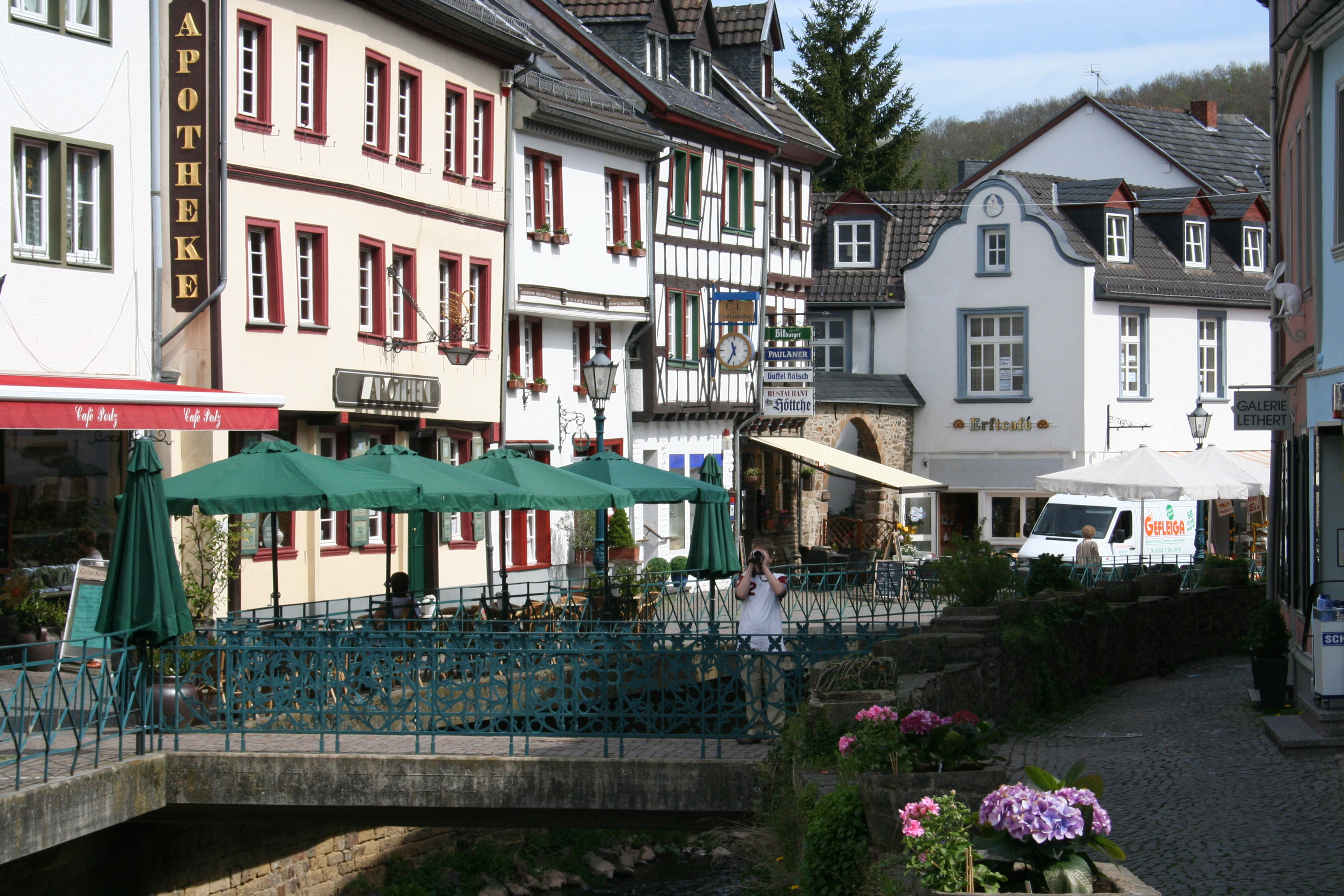

În anul 830, Marquard, abatele abației benedictine din Prüm, a înființat aici o mănăstire numită "Neumünster". Datorită poziției sale geografice, mănăstirea s-a numit, mai târziu, "Münstereifel".
În anul 844 au fost aduse în mănăstire moaștele martirilor romani Chrysanthus și Daria (+ 268 n.Chr.). În felul acesta, Münstereifel a devenit singura localitate din Arhidioceza Köln - de lângă Kornelimünster -, care poseda relicve romane. Prin urmare, a devenit un loc de pelerinaj foarte vizitat.
Din anul 854 au rămas cele mai vechi atestări documentare despre domeniul Hospelt, ca fiind cea mai veche zonă locuită de pe teritoriul de azi al localității Münstereifel. În 865, Hospelt și 4 gospodării țărănești ce țineau de acest domeniu, aparțineau deja de abația Prüm, pentru ca în anul 893 numărul gospodăriilor țărănești ce țineau de acest domeniu să ajungă la 24. Capela, în forma actuală, a fost construită în 1700, p locul unui prezbiteriu din secolul al IX-lea.
În anul 893, în registrele cu bunuri imobiliare ale abației Prüm, pe lângă Münstereifel, figurau și următoarele componente ale comunei de azi Bad Münstereifel: Arloff, Kirspenich, Gilsdorf, Nöthen, Mutscheid, Iversheim, Eicherscheid, Mahlberg, Schönau, Effelsberg și Hospelt.
În anul 898, regele Zwentibold de Lotharingia a acordat mănăstirii Münstereifel privilegiul de a ține târguri, de a bate monedă și de a încasa vamă. La umbra zidurilor mănăstirii s-a format, în decursul timpului, o așezare care trăia, în special, din dreptul de a organiza târguri.
În anul 1171 a fost menționat pentru prima dată Colegiul Asesorilor Populari din Münstereifel, care, din 1197 a avut autoritatea de a judeca pricinile legate de târg.
În anul 1265 , Münstereifel a intrat în posesia stăpânitorilor din Bergheim, pentru ca în 1299 să fie menționată ca oppidum, adică "loc întărit".
În anul 1317 este menționată pentru prima dată cetatea Münstereifel, iar în 1339 Margraful Wilhelm I. von Jülich le-a permis țesătorilor de lână din Münstereifel să producă țesăturile cu aceleași drepturi care le fuseseră acordate șo țesătorilor din Köln.
O inundație catastrofală s-a abătut asupra localității în 1416, lăsând în urma sa circa 150 de morți, pentru ca în 1451 să se abată și ciuma asupra localității, pustiind-o.
În anul 1454, ducele von Jülich le-a dat celor din Münstereifel o "Dispoziție constituțională" (Ratsverfassung), modificată apoi în 1475, prin care se înființa Consiliul orășenesc. Consiliul era compus din 7 asesori populari și din 7 consilieri. Din rândurile acestui Consiliu de 14 membri, se alegea anual primarul, pe data de 27 septembrie.
În anul 1469, ducele von Jülich le-a dat celor din Münstereifel, e lângă dreptul de a ține patru târguri anuale, și dreptul de a ține târguri săptămânale. Târgurile anuale aveau o importanță suptaregională.
Pe 27 septembrie 1551 a fost inaugurată primăria care (după lucrări de restaurare întreprinse în anii '20) funcționează și astăzi.
În anul 1625, iezuiții au înființat gimnaziul St. Michael, clădire funcțională și astăzi.
Între anii 1644 -1664 a fost înălțată locuința lui Paulus Pick, un comerciant bogat, clădire devenită astăzi o atracție turistică sub denumirea de casa Windeck (Haus Windeck), aflată pe Orchheimer Straße.
Între anii 1659 -1669 a fost construită biserica iezuiților (Jesuitenkirche).
În anul 1689, trupele franceze în retragere spre garnița de pe Rin au distrus cetatea Münstereifel, alături de fortărețele din Brühl, Zülpich, Lechenich.
În anul 1794, armata revoluționară franceză a ocupat malul stâng al Rinului. Cu această ocazie, Münstereifel a pierdut statutul de a doua capitală a ducatului Jülich și funcția de sediu a tribunalului. Primăria a fost afiliată cantonului Rheinbach din departamentul Rhein-Mosel.
În anul 1803 s-a dispus secularizarea averilor mănăstirești, având ca urmare desființarea tuturor mănăstirilor din Münstereifel.
În anul 1815 Prusia a primit regiunea Rheinland, păstrând organizarea administrativă realizată anterior de francezi. În felul acesta, Münstereifel a rămas cantonului Rheinbach din Regierungsbezirk Köln.